# 大兴回族乡
大兴回族乡，是中华人民共和国四川省绵阳市盐亭县下辖的一个乡镇级行政单位。2019年12月，撤销林山乡，将原林山乡和原冯河乡尖子村所属行政区域划归大兴回族乡管辖，大兴回族乡人民政府驻青龙街63号。

## 行政区划
大兴回族乡下辖以下地区：
大联村、紫金村、广庭村、共裕村、白云村、雪垭村、龙宝村和松柏村。